# Torneo Anual 2021 de Primera División (Liga Catamarqueña)
El Torneo Anual 2021 de Primera División, también denominado Torneo Anual 2021 "Catamarca Minera" por motivos de patrocinio, organizado por la Liga Catamarqueña de Fútbol, será la primera competición del año, luego de más de 1 año y 8 meses sin jugar debido a la Pandemia de COVID-19.
Inició el 3 de septiembre y finalizó el 31 de octubre.
Los nuevos participantes son los equipos ascendidos de la Primera B: Chacarita, que volvió a 4 años de su última participación en la temporada 2017, y Juventud Unida que regresó tras una única temporada en Segunda División.
Consagrará un campeón, que clasificará al Torneo Regional Federal Amateur 2022.
El sorteo del fixture se realizó el 16 de agosto en la sede de la Liga.

## Ascensos y descensos
| Pos           | Ascendidos de la Primera B 2019 |
| ------------- | ------------------------------- |
| Campeón Anual | Chacarita                       |
| Promoción     | Juventud Unida                  |

| Prom                     | Descendidos de la Primera División 2019 |
| ------------------------ | --------------------------------------- |
| Promoción                | Salta Central                           |
| 10.º Tabla de Posiciones | Ferrocarriles (Chumbicha)               |

## Formato
- El certamen se desarrollará en una sola rueda con el sistema de Todos Contra Todos.
- El equipo que se ubique en la primera ubicación de la Tabla de posiciones al finalizar el torneo, se consagrará campeón y clasificará al Torneo Regional Federal Amateur.
- El equipo que se ubique en la segunda posición de la Tabla de posiciones, clasificará al Torneo Regional Federal Amateur.
- En el caso de que dos o más equipos finalicen en el primer puesto, se deberá jugar un desempate para coronar al campeón.
- En esta temporada no habrá descensos.

## Equipos participantes
| Nombre del club                         | Ciudad     | Departamento | Entrenador         | Fundación             |
| --------------------------------------- | ---------- | ------------ | ------------------ | --------------------- |
| Club Deportivo Américo Tesorieri        | Catamarca  | Capital      | Marcelo Vega       | 13 de octubre de 1933 |
| Club Atlético Policial                  | Catamarca  | Capital      | Ramón Narváez      | 31 de marzo de 1945   |
| Club Deportivo Chacarita                | Catamarca  | Capital      | Juan Alfredo Tapia | 19 de marzo de 1934   |
| Club Atlético Defensores del Norte      | Catamarca  | Capital      | Hugo Soria         | 25 de junio de 1937   |
| Club Atlético Independiente             | Catamarca  | Capital      | Gustavo Villafañez | 28 de febrero de 1920 |
| Asociación Juventud Unida de Santa Rosa | Catamarca  | Capital      | Pablo Maturano     | 23 de mayo de 1963    |
| Club Atlético Rivadavia                 | Huillapima | Capayán      | Juan Silva         | 9 de julio de 1923    |
| Club Atlético San Lorenzo de Alem       | Catamarca  | Capital      | Ricardo González   | 20 de mayo de 1936    |
| Club Atlético Vélez Sarsfield           | Catamarca  | Capital      | Ramón Guzmán       | 12 de febrero de 1928 |
| Club Sportivo Villa Cubas               | Catamarca  | Capital      | Gastón Grima       | 25 de agosto de 1932  |

## Cambio de entrenadores
| Equipo      | Entrenador saliente | Fecha de salida          | Partidos disputados  | Reemplazado por | Fecha de llegada         |
| ----------- | ------------------- | ------------------------ | -------------------- | --------------- | ------------------------ |
| Villa Cubas | Cristian González   | 18 de septiembre de 2021 | 3 (0 PG, 1 PE, 2 PP) | Gastón Grima    | 20 de septiembre de 2021 |

### Distribución geográfica de los equipos
| Departamento | Cant. | Equipos |
| ------------ | ----- | --- |
| Capital      | 9     | Américo Tesorieri, Atlético Policial, Chacarita, Defensores del Norte, Independiente (C), Juventud Unida, San Lorenzo de Alem, Vélez Sarsfield y Villa Cubas. |
| Capayán      | 1     | Rivadavia (H). |
| Total        | 10    | |

## Estadios
| | | | |
| | | | |
| Estadio Malvinas Argentinas Ciudad: Catamarca Capacidad: 6 500 espectadores Propietario: Liga Catamarqueña de Fútbol | Estadio Sarmiento Ciudad: Catamarca Capacidad: 1 000 espectadores Propietario: Club Atlético Sarmiento | Estadio Independiente (C) Ciudad: Catamarca Capacidad: 300 espectadores Propietario: Club Atlético Independiente (C) | Estadio Jorge César Vargas Ciudad: Banda de Varela Capacidad: 1 500 espectadores Propietario: Club Deportivo Coronel Daza |

## Competición

### Tabla de posiciones
| Pos. | Equipo                       | Pts. | PJ | PG | PE | PP | GF | GC | Dif. |
| ---- | ---------------------------- | ---- | -- | -- | -- | -- | -- | -- | ---- |
| 01.º | Américo Tesorieri            | 20   | 9  | 6  | 2  | 1  | 21 | 9  | 12   |
| 02.º | Atlético Policial            | 20   | 9  | 6  | 2  | 1  | 18 | 10 | 8    |
| 03.º | Vélez Sarsfield              | 18   | 9  | 5  | 3  | 1  | 17 | 9  | 8    |
| 04.º | San Lorenzo de Alem          | 16   | 9  | 5  | 1  | 3  | 11 | 8  | 3    |
| 05.º | Defensores del Norte         | 15   | 9  | 5  | 0  | 4  | 16 | 12 | 4    |
| 06.º | Villa Cubas                  | 12   | 9  | 3  | 3  | 3  | 18 | 15 | 3    |
| 07.º | Independiente (Capital)      | 8    | 9  | 2  | 2  | 5  | 13 | 15 | −2   |
| 08.º | Rivadavia (Huillapima)       | 8    | 9  | 2  | 2  | 5  | 9  | 18 | −9   |
| 09.º | Juventud Unida de Santa Rosa | 6    | 9  | 1  | 3  | 5  | 9  | 17 | −8   |
| 10.º | Chacarita                    | 3    | 9  | 1  | 0  | 8  | 7  | 26 | −19  |

|  | Campeón y clasifica al Torneo Regional Federal Amateur 2021. |
|  | Clasifica al Torneo Regional Federal Amateur.                |

#### Evolución de las posiciones
| Equipo / Fecha            | 1  | 2  | 3  | 4  | 5  | 6  | 7  | 8  | 9  |
| ------------------------- | -- | -- | -- | -- | -- | -- | -- | -- | -- |
| Américo Tesorieri         | 02 | 01 | 02 | 01 | 01 | 01 | 01 | 01 | 01 |
| Atlético Policial         | 08 | 06 | 04 | 04 | 04 | 03 | 02 | 02 | 02 |
| Chacarita                 | 08 | 10 | 10 | 08 | 09 | 09 | 09 | 10 | 10 |
| Defensores del Norte      | 01 | 04 | 02 | 01 | 02 | 04 | 05 | 05 | 05 |
| Independiente (C)         | 07 | 09 | 08 | 09 | 10 | 10 | 10 | 09 | 07 |
| Juventud Unida de S. Rosa | 04 | 03 | 06 | 06 | 07 | 08 | 08 | 08 | 09 |
| Rivadavia (H)             | 04 | 07 | 07 | 07 | 08 | 06 | 07 | 07 | 08 |
| San Lorenzo de Alem       | 06 | 05 | 05 | 05 | 05 | 05 | 04 | 04 | 04 |
| Vélez Sarsfield           | 03 | 02 | 01 | 03 | 02 | 02 | 03 | 03 | 03 |
| Villa Cubas               | 10 | 08 | 09 | 10 | 06 | 07 | 06 | 06 | 06 |

| 1. |

### Resultados
| Fecha 1              | Fecha 1   | Fecha 1             | Fecha 1             | Fecha 1         | Fecha 1 |
| Local                | Resultado | Visita              | Estadio             | Fecha           | Hora    |
| -------------------- | --------- | ------------------- | ------------------- | --------------- | ------- |
| Independiente (C)    | 1 - 2     | Vélez Sarsfield     | Independiente (C)   | 3 de septiembre | 16:00   |
| Rivadavia (H)        | 1 - 0     | Chacarita           | Sarmiento           | 3 de septiembre | 16:00   |
| Américo Tesorieri    | 3 - 2     | San Lorenzo de Alem | Malvinas Argentinas | 3 de septiembre | 16:00   |
| Defensores del Norte | 3 - 1     | Villa Cubas         | Malvinas Argentinas | 4 de septiembre | 16:00   |
| Atlético Policial    | 0 - 1     | Juventud Unida      | Malvinas Argentinas | 5 de septiembre | 16:00   |

| Fecha 2             | Fecha 2   | Fecha 2              | Fecha 2             | Fecha 2          | Fecha 2 |
| Local               | Resultado | Visita               | Estadio             | Fecha            | Hora    |
| ------------------- | --------- | -------------------- | ------------------- | ---------------- | ------- |
| Villa Cubas         | 2 - 2     | Juventud Unida       | Malvinas Argentinas | 9 de septiembre  | 16:00   |
| Vélez Sarsfield     | 4 - 1     | Rivadavia (H)        | Malvinas Argentinas | 10 de septiembre | 16:00   |
| San Lorenzo de Alem | 2 - 1     | Defensores del Norte | Malvinas Argentinas | 10 de septiembre | 16:00   |
| Independiente (C)   | 0 - 1     | Atlético Policial    | Independiente (C)   | 10 de septiembre | 16:00   |
| Chacarita           | 0 - 4     | Américo Tesorieri    | Sarmiento           | 10 de septiembre | 16:00   |

| Fecha 3              | Fecha 3   | Fecha 3             | Fecha 3             | Fecha 3          | Fecha 3 |
| Local                | Resultado | Visita              | Estadio             | Fecha            | Hora    |
| -------------------- | --------- | ------------------- | ------------------- | ---------------- | ------- |
| Defensores del Norte | 3 - 0     | Chacarita           | Independiente (C)   | 17 de septiembre | 16:00   |
| Rivadavia (H)        | 1 - 1     | Independiente (C)   | Sarmiento           | 17 de septiembre | 16:00   |
| Américo Tesorieri    | 0 - 1     | Vélez Sarsfield     | Malvinas Argentinas | 17 de septiembre | 16:00   |
| Atlético Policial    | 3 - 1     | Villa Cubas         | Malvinas Argentinas | 18 de septiembre | 14:00   |
| Juventud Unida       | 0 - 1     | San Lorenzo de Alem | Malvinas Argentinas | 18 de septiembre | 16:00   |

| Fecha 4             | Fecha 4   | Fecha 4              | Fecha 4             | Fecha 4          | Fecha 4    |
| Local               | Resultado | Visita               | Estadio             | Fecha            | Hora       |
| ------------------- | --------- | -------------------- | ------------------- | ---------------- | ---------- |
| Chacarita           | 1 - 0     | Juventud Unida       | Malvinas Argentinas | 24 de septiembre | 14:45      |
| Vélez Sarsfield     | 2 - 3     | Defensores del Norte | Malvinas Argentinas | 24 de septiembre | 16:45      |
| Independiente (C)   | 2 - 3     | Américo Tesorieri    | Independiente (C)   | 24 de septiembre | 16:45      |
| Rivadavia (H)       | 1 - 2     | Atlético Policial    | Malvinas Argentinas | 25 de septiembre | 16:45      |
| San Lorenzo de Alem | 2 - 1     | Villa Cubas          | Malvinas Argentinas | Postergado       | Postergado |

| Fecha 5              | Fecha 5   | Fecha 5             | Fecha 5             | Fecha 5      | Fecha 5 |
| Local                | Resultado | Visita              | Estadio             | Fecha        | Hora    |
| -------------------- | --------- | ------------------- | ------------------- | ------------ | ------- |
| Defensores del Norte | 1 - 0     | Independiente (C)   | Malvinas Argentinas | 1 de octubre | 14:45   |
| Américo Tesorieri    | 2 - 0     | Rivadavia (H)       | Malvinas Argentinas | 1 de octubre | 16:45   |
| Juventud Unida       | 0 - 2     | Vélez Sarsfield     | Malvinas Argentinas | 2 de octubre | 14:45   |
| Atlético Policial    | 2 - 1     | San Lorenzo de Alem | Malvinas Argentinas | 2 de octubre | 16:45   |
| Villa Cubas          | 4 - 2     | Chacarita           | Malvinas Argentinas | 3 de octubre | 15:00   |

| Fecha 6           | Fecha 6   | Fecha 6              | Fecha 6             | Fecha 6       | Fecha 6 |
| Local             | Resultado | Visita               | Estadio             | Fecha         | Hora    |
| ----------------- | --------- | -------------------- | ------------------- | ------------- | ------- |
| Independiente (C) | 2 - 2     | Juventud Unida       | Independiente (C)   | 8 de octubre  | 17:15   |
| Rivadavia (H)     | 2 - 1     | Defensores del Norte | Malvinas Argentinas | 9 de octubre  | 14:45   |
| Américo Tesorieri | 2 - 2     | Atlético Policial    | Malvinas Argentinas | 9 de octubre  | 16:45   |
| Chacarita         | 0 - 1     | San Lorenzo de Alem  | Malvinas Argentinas | 11 de octubre | 14:45   |
| Vélez Sarsfield   | 1 - 1     | Villa Cubas          | Malvinas Argentinas | 11 de octubre | 17:00   |

| Fecha 7              | Fecha 7   | Fecha 7           | Fecha 7             | Fecha 7       | Fecha 7 |
| Local                | Resultado | Visita            | Estadio             | Fecha         | Hora    |
| -------------------- | --------- | ----------------- | ------------------- | ------------- | ------- |
| Atlético Policial    | 4 - 1     | Chacarita         | Malvinas Argentinas | 15 de octubre | 14:45   |
| Defensores del Norte | 0 - 2     | Américo Tesorieri | Malvinas Argentinas | 15 de octubre | 16:45   |
| Juventud Unida       | 2 - 2     | Rivadavia (H)     | Sarmiento           | 15 de octubre | 16:45   |
| Villa Cubas          | 3 - 0     | Independiente (C) | Malvinas Argentinas | 16 de octubre | 14:45   |
| San Lorenzo de Alem  | 0 - 0     | Vélez Sarsfield   | Malvinas Argentinas | 16 de octubre | 16:45   |

| Fecha 8              | Fecha 8   | Fecha 8             | Fecha 8             | Fecha 8       | Fecha 8 |
| Local                | Resultado | Visita              | Estadio             | Fecha         | Hora    |
| -------------------- | --------- | ------------------- | ------------------- | ------------- | ------- |
| Rivadavia (H)        | 1 - 4     | Villa Cubas         | Malvinas Argentinas | 22 de octubre | 14:45   |
| Vélez Sarsfield      | 3 - 1     | Chacarita           | Sarmiento           | 22 de octubre | 16:45   |
| Independiente (C)    | 1 - 0     | San Lorenzo de Alem | Malvinas Argentinas | 22 de octubre | 17:00   |
| Américo Tesorieri    | 4 - 1     | Juventud Unida      | Malvinas Argentinas | 23 de octubre | 14:45   |
| Defensores del Norte | 1 - 2     | Atlético Policial   | Malvinas Argentinas | 23 de octubre | 17:00   |

| Fecha 9             | Fecha 9   | Fecha 9              | Fecha 9             | Fecha 9       | Fecha 9 |
| Local               | Resultado | Visita               | Estadio             | Fecha         | Hora    |
| ------------------- | --------- | -------------------- | ------------------- | ------------- | ------- |
| San Lorenzo de Alem | 2 - 0     | Rivadavia (H)        | Malvinas Argentinas | 29 de octubre | 15:00   |
| Chacarita           | 2 - 6     | Independiente (C)    | Sarmiento           | 29 de octubre | 17:00   |
| Juventud Unida      | 1 - 3     | Defensores del Norte | Malvinas Argentinas | 29 de octubre | 17:15   |
| Atlético Policial   | 2 - 2     | Vélez Sarsfield      | Malvinas Argentinas | 31 de octubre | 17:00   |
| Villa Cubas         | 1 - 1     | Américo Tesorieri    | Jorge César Vargas  | 31 de octubre | 17:00   |

| 1. |

|                                             |
| Club Deportivo Américo Tesorieri 20° título |
| Campeón Torneo Anual 2021                   |

## Estadísticas

### Goleadores
| Jugador                      | Equipo               | Goles |
| ---------------------------- | -------------------- | ----- |
| Juan Cruz Herrera            | Independiente (C)    | 8     |
| Martín Bordonaro             | San Lorenzo de Alem  | 7     |
| Rodrigo Chávez               | Defensores del Norte | 7     |
| Esteban Valatkevicnis        | Villa Cubas          | 5     |
| Luis Castillo                | Atlético Policial    | 5     |
| Actualizado al 31 de octubre |                      |       |

| Gustavo Luján           | Américo Tesorieri            | 4 |
| Héctor Acosta           | Vélez Sarsfield              | 4 |
| Lucas Carrizo           | Américo Tesorieri            | 4 |
| Simón Rodríguez         | Atlético Policial            | 4 |
| David Vera              | Villa Cubas                  | 3 |
| Enzo Mercado Rusch      | Vélez Sarsfield              | 3 |
| Javier Bustamante       | Américo Tesorieri            | 3 |
| Luis Romano             | Defensores del Norte         | 3 |
| Miguel Rizzardo         | Villa Cubas                  | 3 |
| Neri Sigampa            | Villa Cubas                  | 3 |
| Tobías Chazampi         | Américo Tesorieri            | 3 |
| Diego Rearte            | Atlético Policial            | 2 |
| Emmanuel Ceballos       | Juventud Unida de Santa Rosa | 2 |
| Enzo Moya               | Defensores del Norte         | 2 |
| Gastón Barrionuevo      | Américo Tesorieri            | 2 |
| Joel Ferreyra           | Atlético Policial            | 2 |
| Jonathan Silva          | Rivadavia (H)                | 2 |
| Luis Seco               | San Lorenzo de Alem          | 2 |
| Marcos Montoya          | Vélez Sarsfield              | 2 |
| Maximiliano Mendoza     | Vélez Sarsfield              | 2 |
| Rafael Sosa             | Vélez Sarsfield              | 2 |
| Rodrigo Silva           | Juventud Unida de Santa Rosa | 2 |
| Sergio Silva            | Rivadavia (H)                | 2 |
| Tomás Soria             | Vélez Sarsfield              | 2 |
| Agustín Romero          | Rivadavia (H)                | 1 |
| Alan Rivas              | Independiente (C)            | 1 |
| Cristian de Torres      | Rivadavia (H)                | 1 |
| Cristian Luján          | Américo Tesorieri            | 1 |
| Cristian Rodríguez      | Defensores del Norte         | 1 |
| Darío Nieva             | Atlético Policial            | 1 |
| Darío Salas             | Américo Tesorieri            | 1 |
| Diego Barros            | Defensores del Norte         | 1 |
| Fernando Leiva          | Chacarita                    | 1 |
| Facundo Torres          | Villa Cubas                  | 1 |
| Franco Arrascaeta       | Independiente (C)            | 1 |
| Franco Carreño          | Villa Cubas                  | 1 |
| Gabriel Galíndez        | Juventud Unida de Santa Rosa | 1 |
| Gastón Villarreal       | Vélez Sarsfield              | 1 |
| Gonzalo Aranda          | Américo Tesorieri            | 1 |
| Héctor Maldonado        | Juventud Unida de Santa Rosa | 1 |
| Jair Cejas              | Juventud Unida de Santa Rosa | 1 |
| Javier Chazampi         | Villa Cubas                  | 1 |
| Jorge Agüero            | Juventud Unida de Santa Rosa | 1 |
| José Romero             | Defensores del Norte         | 1 |
| Juan Moreno             | Atlético Policial            | 1 |
| Juan Silva              | Rivadavia (H)                | 1 |
| Juan Trejo              | Américo Tesorieri            | 1 |
| Kevin Heredia           | Vélez Sarsfield              | 1 |
| Kevin Medina            | Atlético Policial            | 1 |
| Laureano Palavecino     | Independiente (C)            | 1 |
| Luciano Castillo        | Chacarita                    | 1 |
| Marcos Ahumada          | Chacarita                    | 1 |
| Marcos Bracamonte       | Atlético Policial            | 1 |
| Martín Agüero           | San Lorenzo de Alem          | 1 |
| Matías Ance             | Defensores del Norte         | 1 |
| Nicolás Salcedo         | Juventud Unida de Santa Rosa | 1 |
| Rafael Silva            | Rivadavia (H)                | 1 |
| Roberto Romero          | Chacarita                    | 1 |
| Valentín Olmos Ontivero | San Lorenzo de Alem          | 1 |
| Walter Bazán            | Villa Cubas                  | 1 |
| Williams Ramírez        | Rivadavia (H)                | 1 |

### Autogoles
| Jugador          | Equipo                       | Anot. | Fecha |
| ---------------- | ---------------------------- | ----- | ----- |
| Alan Barrionuevo | Chacarita                    | 1     | 7.°   |
| Matías Sacco     | Atlético Policial            | 1     | 7.°   |
| Franco Bordón    | Juventud Unida de Santa Rosa | 1     | 8.°   |